# Fehér Miklós (labdarúgó)
Fehér Miklós (Tatabánya, 1979. július 20. – Guimarães, Portugália, 2004. január 25.) magyar válogatott labdarúgó. Pályafutását a Győri ETO csapatában kezdte, majd fiatalon külföldre került, a portugál FC Porto csapatához. Később megfordult több kisebb luzitán csapatban és a Benfica együttesénél is. Egyszeres portugál bajnok és kupagyőztes, a portugál bajnokságban 80 találkozón 27 gólt ért el. 2004. január 25-én hunyt el, a Vitória SC elleni bajnoki mérkőzés közben.

## Pályafutása

### Klubcsapatokban
Győrben kezdett futballozni. 1995-től szerepelt az első osztályban, ahol három év alatt 62 meccsen 23 gólt szerzett. 1997-ben a legjobb ifi játékosnak választották.
1998 nyarán, akkor rekordösszegnek számító 700 ezer dollárért került az FC Portóba, ám ott nem kapott túl sok lehetőséget. 
A Porto többször is kölcsönadta, ahol több játéklehetőséget kapott. Előbb a Slagueirosban 14 meccsen lőtt öt gólt, amivel ő lett csapata legeredményesebbje, majd a nevesebb Sporting Braga játékosa lett, ahol házi gólkirályként fejezte be a 2000–2001-es idényt, 26 találkozón szerzett 14 góljával. 2001-ben a legjobb fiatal játékosnak választották. 2002-ben szerződtette a Benfica, de Portóhoz hasonlóan, itt is inkább a kispadon kapott helyet. Egyszer nyert portugál bajnokságot és kétszer portugál Szuperkupát.
Már a távozáson gondolkodott, amikor José Antonio Camacho közölte vele, hogy a sérült Nuno Gomest kell pótolnia. A lisszaboniaknál 27 meccsen és 7 gólt szerzett addig a meccsig, amikor bekövetkezett a tragédia.

### A válogatottban
A magyar válogatottban 1998-ban mutatkozott be, a 2000-es Európa-bajnoki-selejtező-sorozatban az azeriek ellen csereként állt be Horváth Ferenc cseréjeként. 25 meccsen hét gólt szerzett, a 2000-es Európa-bajnoki-selejtezőkben, Vilniusban három gólt lőtt a litvánoknak a 6-1-re megnyert mérkőzésen.

## Halála
2004. január 25-én csereként lépett pályára a Vitória SC elleni bajnokin. A találkozó hajrájában sárga lapot kapott, majd előrehajolt és összeesett. Mindkét csapat orvosai azonnal a pályára rohantak és megpróbálták újraéleszteni, miközben megérkezett a mentőautó, hogy Fehért a közeli kórházba vigyék. A média egész éjjel figyelemmel követte állapotát és az orvosok küzdelmét. Nem sokkal éjfél előtt bejelentették halálát, amelynek oka hirtelen szívmegállás és hipertrófiás kardiomiopátia volt.
"Fehér Miklós a hatvanadik percben állt be csereként a Guimaraes-Benfica portugál bajnoki találkozón. A szakadó esőben megrendezett találkozón Fehér nem egészségesen vállalta a játékot – náthával bajlódott már napok óta –, legalábbis a tragédia előtt saját honlapján még erről adott tájékoztatást. A hajrában gólpasszt adott csapattársának, Aguiarnak, amellyel a vendégek megszerezték a vezetést. Pár másodperccel később a játékvezető sárga lapot mutatott fel a magyar válogatott támadónak – nem engedett elvégezni egy bedobást –, aki egy hamiskás félmosollyal és hajának hátra simításával nyugtázta figyelmeztetését. Fél pillanat sem telt el, Fehér megpróbált újra a játékra összpontosítani, de ekkor mintha valami történt volna vele. Megállt, fejét előre hajtotta, majd háta begörnyedt, kezeit térdére támasztotta, majd tehetetlenül esett hátrafelé a fűre. A két csapat játékosai azonnal körbevették, a játékvezető engedélyt adott az orvosi segítségre. Tizenöt percig állt a játék, ekkor már lehetett tudni: nagy a baj.
Már a pályán megpróbálkoztak újraélesztésével, valaki elrohant a mentőért. A pályán tanácstalan játékosokat láthattunk ekkor, néhányan a földre borulva sírtak, majd lementek a pályáról, hiszen a játékvezető félbeszakította a mérkőzést…
Fehért azonnal a guimaraesi kórházba szállították, ahol hiába küzdöttek életéért az orvosok, már ők sem tudtak rajta segíteni."
| „                                              | A fiú, aki győzni akart Nekem mindig élni fog. Ha majd újra válogatott meccsre készül a csapat, ha kezet nyújtunk egymásnak a reptéri találkozásnál vagy a pálya szélén, amikor az edzés végén az öltöző felé vonul a csapat, mindig látom őt is. A mosolyát, ahogyan nyilatkozik, a szemét, ahogyan követi a papírt szántó tollat, minden szavára, minden gesztusára figyelve, tudva azt, hogy minden, ami róla szól - egy cikk, egy rövid idézet, egy felvillanás a televízióban - azoknak ad hitet, akik majd azért szurkolnak, hogy sikeres legyen. Ő tudta, mert hiszen a lelke ilyen volt, az ő szolgálata a földön arról szól, hogy örömöt szerezzen - egy csellel, egy góllal, egy fejessel. Nekem és neked mindig élni fog. És bár a most földre hulló sok ezer könnycseppet megint a kegyetlen halál fakasztja, a fájdalmasan üvöltő lelkekből - legyen futballistáé, edzőé, szurkolóé - feltörő vízgyöngyök között mindig kell legyen egyetlen azokból is, ami akkor is megbújt a szemekben, amikor azt nem ez a mélységes mély fájdalom, hanem az öröm csalta ki, és amit csak azok érezhettek, akik gyermekien, őszintén, fanatikusan örültek annak, ha a magyar csatár a kapu előtt magasba emelte a kezét, és boldog eksztázisban ünnepelt - góóól! Nekem, neked és nekünk, mindannyiunknak mindig élni fog. Ha lehunyjuk a szemünket, és csendben emlékezünk magunkban, akkor látjuk őt egy távoli dimenzióban, és ott is mindig ugyanúgy, mint itt, az életben, amíg közöttünk volt, amíg nekünk és értünk játszott: mosolygósan, tettrekészen, boldogan. Ám, ha a fájdalom lesz az erősebb, ha az emlékeink sodrásában a kegyetlen képsor, az ifjú futballistára a pályán lesújtó halál utat tör, akkor csendesítsük le a lelkünket, a gondolatainkat azzal, hogy felidézzük azt a mondatot, amit a halál által legyőzött fiú hagyott itt nekünk, a magunk létével viaskodó életben maradottaknak: "Engem a futball megtanított győzni, és megtanított veszíteni is, és megtanított arra is, hogy az öröm úgyis felülkerekedik a bánaton, és hogy a gól maga a boldogság, a gyógyír minden addigi kihagyott helyzetre…" Fehér Miklós 2000 októberében, egy nagy meccs után, a Litvánia elleni 6-1-es győzelmet hozó vb-selejtezőt követően nyilatkozott így, egy olyan meccs után, amelyen ő három gólt szerzett, és lám, még akkor is szerény és kedves maradt. Mert ő volt az, aki ha sikeres volt, máris előre tekintett, mert újra és mindig győzni akart. Értem, érted - mindannyiunkért… | ” |
| – Vincze András, Nemzeti Sport rovatszerkesztő | |   |

## Emlékezete
A portugál sztárklub, Fehér utolsó egyesülete, a Benfica méltóképpen meg akarja őrizni Fehér Miklós emlékét, a klubvezetők úgy döntöttek, hogy visszavonultatják a 29-es mezt, amit ezek után már soha többé senki nem viselhet a klubnál, valamint a klub stadionjában mellszobrot állítottak a tiszteletére. Temetésén a portugálok több jeles képviselője is megjelent, így a legendás Eusébio, vagy volt csapattársai közül Nuno Gomes és Zlatko Zahovič A 2004–2005-ös portugál bajnoki cím megszerzése után a Benfica küldöttsége Luís Filipe Vieira klubelnök és Giovanni Trapattoni vezetőedzővel Fehér szüleinél járt és átadtak nekik egyet az aranyérmekből. 2009. október 9-én a magyar válogatott a portugálokkal mérkőzött világbajnoki selejtezőn, ami előtt az akkor átadott, Fehér Miklóst ábrázoló bronzszobrot is megkoszorúzták. Természetesen Győrben is méltóképpen őrzik az emlékét. Emlékmúzeumot hoztak létre a tiszteletére, valamint minden évben emléktornát is rendeznek, valamint a klub utánpótlás akadémiája az ő nevét viseli. 2017. május 13-án, miután a portugál csapat megnyerte története 36. bajnoki címét, már a mérkőzés után az Estádio da Luzban és a Lisszabon utcáin tartott ünnepségen is megemlékeztek Fehér Miklósról.

## Tudnivalók
- Posztja: középcsatár (jobblábas)
- Mezszáma: a Győrben 10-es és 9-es, az FC Portóban 15-ös, a Bragában 28-as, a Salgueirosban 26-os, a Benficában 29-es
- Első élvonalbeli mérkőzése: 1995. november 4., Győr–Debrecen 1–3
- Első élvonalbeli gólja: 1996. június 5., Győr–MTK 1–0
- Klubcsapatai: Rába ETO (1995–98), FC Porto (portugál, 1998–2000), Salgueiros (portugál, 2000–01), Braga (portugál, 2001–02), FC Porto (2002–03), Benfica (portugál, 2003–04)
- Magyar élvonalbeli mérkőzések/gólok száma: 62/22
- Portugál élvonalbeli mérkőzések/gólok száma: 66/23
- Utánpótlás-válogatott mérkőzések/gólok száma: 48/18
- Első felnőttválogatott mérkőzése: 1998. október 10., Azerbajdzsán–Magyarország 0–4 (a 6. percben Horváth Ferenc helyére állt be, a 90. percben gólt szerzett)
- Felnőttválogatott mérkőzések/gólok száma: 25/7

## Sikerei, díjai
- ifjúsági Eb részvétel
- NB I-es tartalékbajnok
- NB I-es 4. helyezés a Győrrel
- 1997-ben az év legjobb fiatal magyar játékosa
- Braga-val 4. helyezés és itt a házi gólkirályi cím
- Salgueiros 5. helyezés és itt is házi gólkirályi cím
- a Válogatottban mesterhármas: Litvánia – Magyarország 1–6 (2000. október 11.)
- Szakvélemények szerint év játékosa 2000-ben
- 2001-ben legjobb utánpótlás játékos
- Puskás Ferenc-díj (2000)
- Portugál bajnoki cím (1998–1999)
- 2-szeres Portugál Szuperkupa-győztes (1998, 1999)
- 2-szeres Portugál Kupagyőztes (1999–2000, 2003–2004)

## Statisztika

### Klub
| Klub adatok        | Klub adatok        | Klub adatok                | Bajnokság       | Bajnokság | Kupa             | Kupa             | Nemzetközi      | Nemzetközi | Egyéb           | Egyéb |
| Szezon             | Klub               | Bajnokság                  | Pályára Lépések | Gólok     | Pályára Lépések  | Gólok            | Pályára Lépések | Gólok      | Pályára Lépések | Gólok |
| Magyarország       | Magyarország       | Magyarország               | Bajnokság       | Bajnokság | Magyar Kupa      | Magyar Kupa      | Nemzetközi      | Nemzetközi | Egyéb           | Egyéb |
| ------------------ | ------------------ | -------------------------- | --------------- | --------- | ---------------- | ---------------- | --------------- | ---------- | --------------- | ----- |
| 1995–1996          | Győri ETO          | NB I                       | 8               | 2         |                  |                  | —               | —          | 8               | 2     |
| 1996–97            | Győri ETO          | NB I                       | 29              | 8         |                  |                  | —               | —          | 29              | 8     |
| 1997–98            | Győri ETO          | NB I                       | 25              | 13        |                  |                  | —               | —          | 25              | 13    |
| Portugália         | Portugália         | Portugália                 | Bajnokság       | Bajnokság | Taça de Portugal | Taça de Portugal | Nemzetközi      | Nemzetközi | Egyéb           | Egyéb |
| 1998–1999          | Porto              | Primeira Liga              | 5               | 0         | 2                | 0                | 1               | 0          | 8               | 0     |
| 1999–2000          | Porto              | Primeira Liga              | 5               | 1         | 1                | 0                | 2               | 0          | 8               | 1     |
| 1999–2000          | Porto B            | Portuguese Second Division | 4               | 1         | —                | —                | —               | —          | 4               | 1     |
| 1999–2000          | Salgueiros         | Primeira Liga              | 14              | 5         | 2                | 1                | —               | —          | 16              | 6     |
| 2000–2001          | Braga              | Primeira Liga              | 26              | 14        | —                | —                | —               | —          | 26              | 14    |
| 2001–2002          | Porto B            | Portuguese Second Division | 3               | 1         | —                | —                | —               | —          | 3               | 1     |
| 2002–2003          | Benfica            | Primeira Liga              | 17              | 4         | 1                | 0                | —               | —          | 18              | 4     |
| 2003–2004          | Benfica            | Primeira Liga              | 13              | 3         | 2                | 0                | 4               | 1          | 19              | 4     |
| Összesen           | Magyarország       | Magyarország               | 62              | 23        |                  |                  | —               | —          | 62              | 23    |
| Összesen           | Portugália         | Portugália                 | 87              | 29        | 8                | 1                | 7               | 1          | 102             | 31    |
| Karrierje összesen | Karrierje összesen | Karrierje összesen         | 149             | 52        | 8                | 1                | 7               | 1          | 164             | 54    |

### Válogatott
| Magyarország | Magyarország    | Magyarország |
| Év           | Pályára lépések | Gólok        |
| ------------ | --------------- | ------------ |
| 1998         | 3               | 1            |
| 1999         | 5               | 0            |
| 2000         | 4               | 4            |
| 2001         | 3               | 0            |
| 2002         | 7               | 1            |
| 2003         | 3               | 1            |
| összesen     | 25              | 7            |

### Mérkőzései a válogatottban
| Magyarország | Magyarország         | Magyarország                    | Magyarország        | Magyarország | Magyarország        | Magyarország | Magyarország | Magyarország       |
| #            | Dátum                | Helyszín                        | Hazai               | Eredmény     | Vendég              | Kiírás       | Gólok        | Esemény            |
| ------------ | -------------------- | ------------------------------- | ------------------- | ------------ | ------------------- | ------------ | ------------ | ------------------ |
| 1.           | 1998. október 10.    | Bakı, Tofik Bahramov Stadion    | Azerbajdzsán        | 0 – 4        | Magyarország        | Eb-selejtező | 1            | 6' 90'             |
| 2.           | 1998. október 14.    | Budapest, Népstadion            | Magyarország        | 1 – 1        | Románia             | Eb-selejtező | -            | 75'                |
| 3.           | 1998. november 18.   | Budapest, Üllői úti Stadion     | Magyarország        | 2 – 0        | Svájc               | barátságos   | -            | 89'                |
| 4.           | 1999. március 10.    | Budapest, Üllői úti Stadion     | Magyarország        | 1 – 1        | Bosznia-Hercegovina | barátságos   | -            | 57'                |
| 5.           | 1999. március 27.    | Budapest, Üllői úti Stadion     | Magyarország        | 5 – 0        | Liechtenstein       | Eb-selejtező | -            |                    |
| 6.           | 1999. március 31.    | Pozsony, Tekelné Pole Stadion   | Szlovákia           | 0 – 0        | Magyarország        | Eb-selejtező | -            | 64'                |
| 7.           | 1999. június 5.      | Bukarest, Steaua Stadion        | Románia             | 2 – 0        | Magyarország        | Eb-selejtező | -            | 46'                |
| 8.           | 1999. szeptember 4.  | Vaduz, Rheinpark Stadion        | Liechtenstein       | 0 – 0        | Magyarország        | Eb-selejtező | -            | 46'                |
| 9.           | 2000. május 31.      | Győr, Rába ETO Stadion          | Magyarország        | 2 – 2        | Szaúd-Arábia        | barátságos   | -            | 66'                |
| 10.          | 2000. június 3.      | Budapest, Fáy utcai Stadion     | Magyarország        | 2 – 1        | Izrael              | barátságos   | -            | 80'                |
| 11.          | 2000. október 11.    | Kaunas                          | Litvánia            | 1 – 6        | Magyarország        | vb-selejtező | 3            | 36' 62' 72'        |
| 12.          | 2000. november 15.   | Szkopje                         | Macedónia           | 0 – 1        | Magyarország        | barátságos   | 1            | 5'                 |
| 13.          | 2001. február 28.    | Zenica                          | Bosznia-Hercegovina | 1 – 1        | Magyarország        | barátságos   | -            | 73'                |
| 14.          | 2001. március 7.     | Ammán                           | Jordánia            | 1 – 1        | Magyarország        | barátságos   | -            | 46'                |
| 15.          | 2001. március 24.    | Budapest, Népstadion            | Magyarország        | 1 – 1        | Litvánia            | vb-selejtező | -            | 64'                |
| 16.          | 2002. március 27.    | Chișinău                        | Moldova             | 0 – 2        | Magyarország        | barátságos   | -            | 59'                |
| 17.          | 2002. április 17.    | Debrecen                        | Magyarország        | 2 – 5        | Fehéroroszország    | barátságos   | 1            | 46' 85' (11-esből) |
| 18.          | 2002. május 8.       | Pécs                            | Magyarország        | 0 – 2        | Horvátország        | barátságos   | -            | 60'                |
| 19.          | 2002. augusztus 21.  | Budapest, Puskás Ferenc Stadion | Magyarország        | 1 – 1        | Spanyolország       | barátságos   | -            | 46'                |
| 20.          | 2002. szeptember 7.  | Reykjavík                       | Izland              | 0 – 2        | Magyarország        | barátságos   | -            | 46'                |
| 21.          | 2002. október 12.    | Stockholm, Råsunda Stadion      | Svédország          | 1 – 1        | Magyarország        | Eb-selejtező | -            | 59'                |
| 22.          | 2002. október 16.    | Budapest, Megyeri úti Stadion   | Magyarország        | 3 – 0        | San Marino          | Eb-selejtező | -            | 78'                |
| 23.          | 2003. augusztus 20.  | Muraszombat                     | Szlovénia           | 2 – 1        | Magyarország        | barátságos   | -            | 80' 90+2'          |
| 24.          | 2003. szeptember 10. | Riga, Skonto stadion            | Lettország          | 3 – 1        | Magyarország        | Eb-selejtező | -            | 46'                |
| 25.          | 2003. október 11.    | Budapest, Puskás Ferenc Stadion | Magyarország        | 1 – 2        | Lengyelország       | Eb-selejtező | -            | 65'                |
|              | Összesen             |                                 |                     | 25           | mérkőzés            |              | 7            | gól                |